# Kajakarstwo na Letnich Igrzyskach Olimpijskich 2012 – K-1 200 m mężczyzn
K-1 200 metrów mężczyzn to jedna z konkurencji w kajakarstwie klasycznym rozgrywanych podczas Letnich Igrzysk Olimpijskich 2012. Kajakarze rywalizowali między 10 a 11 sierpnia na torze Dorney Lake.

## Rekordy
|               | Zawodnik      | Czas   | Data            | Miejsce |
| ------------- | ------------- | ------ | --------------- | ------- |
| Rekord świata | Olivier Lasak | 33.980 | 1 stycznia 1992 | Segedyn |

## Terminarz
| Data             | Godzina |            |
| ---------------- | ------- | ---------- |
| 10 sierpnia 2012 | 9:30    | Eliminacje |
| 10 sierpnia 2012 | 11:16   | Półfinały  |
| 11 sierpnia 2012 | 9:30    | Finały     |

## Wyniki

### Eliminacje
Pięciu najlepszych kajakarzy z każdego biegu i najszybszy zawodnik z szóstego miejsca awansują do półfinałów.
Wyniki:
Bieg 1
| Pozycja | Tor | Zawodnik            | Czas   | Uwagi |
| ------- | --- | ------------------- | ------ | ----- |
| 1       | 4   | Mark de Jonge       | 35.396 | Q     |
| 2       | 5   | Piotr Siemionowski  | 35.990 | Q     |
| 3       | 2   | Momotaro Matsushita | 36.096 | Q     |
| 4       | 3   | Egidijus Balčiūnas  | 36.173 | Q     |
| 5       | 6   | César de Cesare     | 36.181 | Q     |
| 6       | 7   | Murray Stewart      | 37.202 |       |
| 7       | 8   | Mohamed Mrabet      | 38.291 |       |

Bieg 2
| Pozycja | Tor | Zawodnik          | Czas   | Uwagi |
| ------- | --- | ----------------- | ------ | ----- |
| 1       | 5   | Ed McKeever       | 35.087 | Q     |
| 2       | 3   | Marko Novaković   | 35.212 | Q     |
| 3       | 6   | Miklós Dudás      | 35.323 | Q     |
| 4       | 4   | Jewgenij Sałachow | 35.652 | Q     |
| 5       | 7   | Maxime Richard    | 36.125 | Q     |
| 6       | 8   | Tim Hornsby       | 36.560 | q     |
| 7       | 2   | Mostafa Mansour   | 40.507 |       |

Bieg 3
| Pozycja | Tor | Zawodnik        | Czas   | Uwagi |
| ------- | --- | --------------- | ------ | ----- |
| 1       | 3   | Saúl Craviotto  | 35.552 | Q     |
| 2       | 4   | Maxime Beaumont | 35.571 | Q     |
| 3       | 6   | Kasper Bleibach | 36.610 | Q     |
| 4       | 5   | Ronald Rauhe    | 36.817 | Q     |
| 5       | 7   | Zhou Yubo       | 38.316 | Q     |
| 6       | 2   | Joshua Utanga   | 38.966 |       |

### Półfinały
Czterech najlepszych kajakarzy z każdego półfinału awansuje do finału. Pozostali zawodnicy wezmą udział w finale B.
Wyniki:
Półfinał 1
| Pozycja | Tor | Zawodnik            | Czas   | Uwagi |
| ------- | --- | ------------------- | ------ | ----- |
| 1       | 5   | Mark de Jonge       | 35.595 | Q     |
| 2       | 4   | Saúl Craviotto      | 35.597 | Q     |
| 3       | 6   | Marko Novaković     | 36.293 | Q     |
| 4       | 2   | Jewgenij Sałachow   | 36.312 | Q     |
| 5       | 3   | Kasper Bleibach     | 36.667 |       |
| 6       | 1   | César de Cesare     | 36.975 |       |
| 7       | 7   | Momotaro Matsushita | 37.201 |       |
| 8       | 8   | Zhou Yubo           | 39.042 |       |

Półfinał 2
| Pozycja | Tor | Zawodnik           | Czas   | Uwagi |
| ------- | --- | ------------------ | ------ | ----- |
| 1       | 5   | Ed McKeever        | 35.619 | Q     |
| 2       | 6   | Maxime Beaumont    | 35.814 | Q     |
| 3       | 3   | Miklós Dudás       | 35.993 | Q     |
| 4       | 7   | Ronald Rauhe       | 36.183 | Q     |
| 5       | 2   | Egidijus Balčiūnas | 36.495 |       |
| 6       | 4   | Piotr Siemionowski | 36.507 |       |
| 7       | 1   | Maxime Richard     | 37.201 |       |
| 8       | 8   | Tim Hornsby        | 37.660 |       |

### Finały
Wyniki:

#### Finał B
| Pozycja | Tor | Zawodnik            | Czas   |
| ------- | --- | ------------------- | ------ |
| 1       | 5   | Kasper Bleibach     | 37.802 |
| 2       | 4   | Egidijus Balčiūnas  | 37.995 |
| 3       | 7   | Momotaro Matsushita | 38.040 |
| 4       | 3   | César de Cesare     | 38.075 |
| 5       | 2   | Maxime Richard      | 38.435 |
| 6       | 6   | Piotr Siemionowski  | 38.585 |
| 7       | 8   | Tim Hornsby         | 39.370 |
| 8       | 1   | Zhou Yubo           | 40.157 |

#### Finał A
| Pozycja | Tor | Zawodnik          | Czas   |
| ------- | --- | ----------------- | ------ |
| złoto   | 4   | Ed McKeever       | 36.246 |
| srebro  | 3   | Saúl Craviotto    | 36.540 |
| brąz    | 5   | Mark de Jonge     | 36.657 |
| 4       | 6   | Maxime Beaumont   | 36.688 |
| 5       | 1   | Jewgenij Sałachow | 36.825 |
| 6       | 2   | Miklós Dudás      | 36.830 |
| 7       | 7   | Marko Novaković   | 37.094 |
| 8       | 8   | Ronald Rauhe      | 37.553 |